# Lou Allen
Louis Eugene Allen (Gadsden, Alabama, 12 de julho de 1924) foi um jogador profissional de futebol americano, o qual jogava na posição de atacante na National Football League dos Estados Unidos.